# Theory and Decision
Theory and Decision ist eine viermal jährlich erscheinende multidisziplinäre wissenschaftliche Zeitschrift zu entscheidungstheoretischen Fragestellungen. Sie wird vom Springer Science+Business Media Verlag herausgegeben. Die Zeitschrift veröffentlicht Forschungsarbeiten unter anderem aus den Bereichen Volkswirtschaftslehre, Spieltheorie, Operations Research und Künstliche Intelligenz.

## Geschichte
Theory and Decision wurde erstmals 1970 herausgegeben. Derzeitiger Herausgeber ist Mohammed Abdellaoui.